# Neuville-sur-Ailette
Neuville-sur-Ailette é uma comuna francesa na região administrativa de Altos da França, no departamento de Aisne. Estende-se por uma área de 4,45 km². Em 2010 a comuna tinha 113 habitantes (densidade: 25,4 hab./km²).